# Szczeliniec Wielki

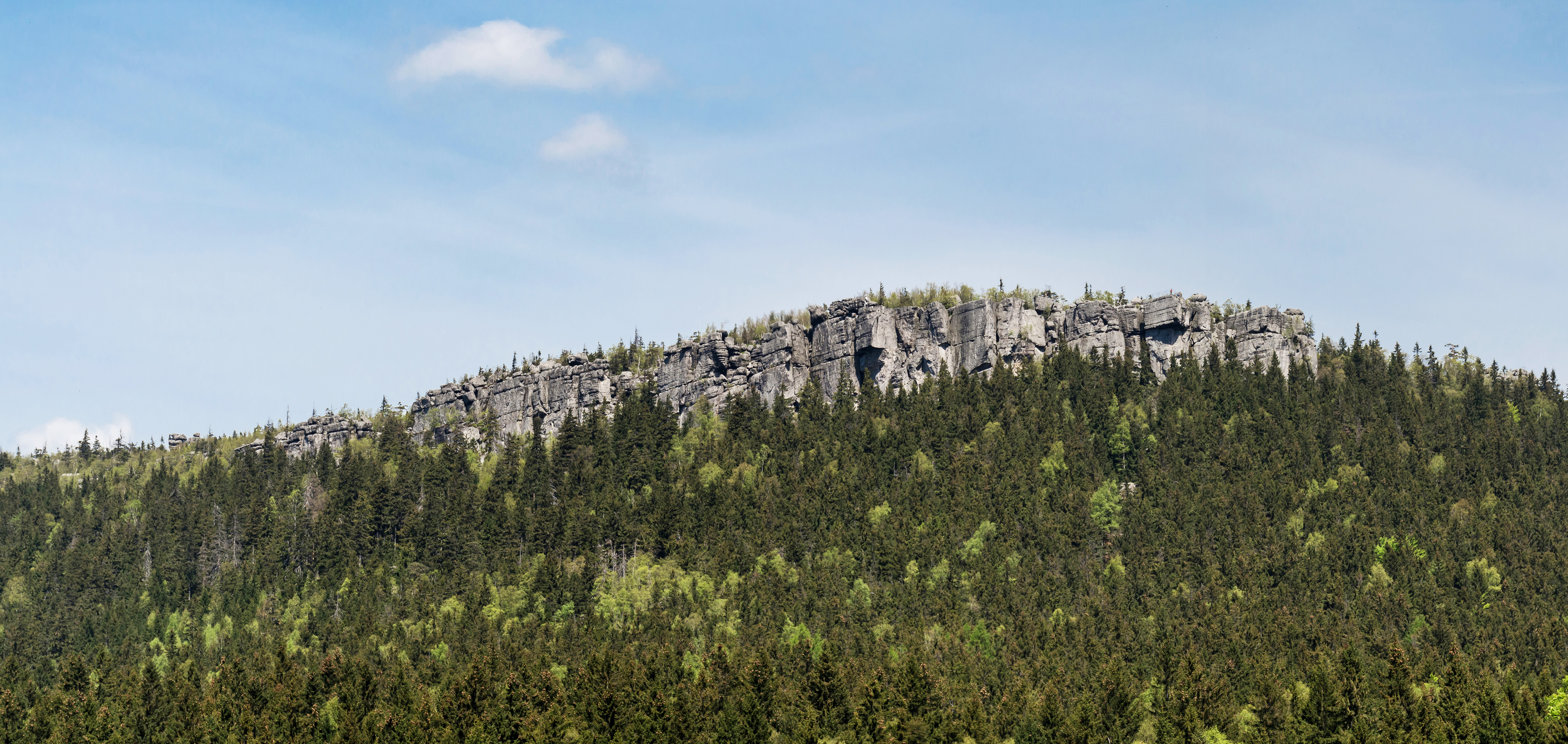
Szczyt Szczelińca Wielkiego

Szczeliniec Wielki (w XIX w. również Siennica, po 1945 Strzaskany i Spękany, Stołowiec, niem. Große Heuscheuer, czes. Velká Hejšovina) – najwyższy szczyt (922 m n.p.m.) w Górach Stołowych, na terenie Parku Narodowego Gór Stołowych. Należy on do Korony Gór Polski oraz Korony Gór Dolnego Śląska i jest jedną z największych atrakcji turystycznych Sudetów, z rezerwatem krajobrazowym i tarasami widokowymi z panoramą Sudetów. Najwyższym punktem jest Fotel Pradziada. Podawana najczęściej wysokość 919 m odnosi się nie do wierzchołka, lecz do punktu osnowy geodezyjnej umiejscowionego pod tarasem widokowym na Fotelu Pradziada.

## Geologia
Szczeliniec Wielki, podobnie jak całe Góry Stołowe, jest spękanym stoliwem zbudowanym ze skał górnej kredy, głównie piaskowców ciosowych. Powstawały one w środowisku morskim.

## Rzeźba terenu
Pomimo niedużej wysokości bezwzględnej szczyt ten jest widoczny już z daleka jako trapezoidalny blok skalny porośnięty lasem iglastym. Piaskowcowa powierzchnia szczytu jest zwietrzała i popękana, dzięki czemu tworzy różnorodne formy skalne przypominające swoim wyglądem ludzi i zwierzęta (Wielbłąd, Mamut, Słoń, Kwoka, Małpa, Pies, Żółw, Sowa, Fotel Pradziada) oraz głębokie wąwozy i korytarze (Piekiełko, Diabelska Kuchnia) tworzące labirynt skał. Dwie skały, tzw. chybotki: Kołyska Księżniczki Emilki oraz Serce Ducha Gór, pomimo znacznej masy, można niewielkim wysiłkiem poruszyć. Wewnątrz licznych korytarzy panuje swoisty mikroklimat, a w niektórych miejscach śnieg utrzymuje się do lipca.

## Historia
Sylwetka Szczelińca, doskonale widoczna i rozpoznawalna z okolic Kłodzka, Bystrzycy Kłodzkiej czy też czeskiego Náchodu, mogła być już w bardzo odległych czasach obiektem orientacyjnym, związanym z przebiegiem prastarego szlaku łączącego kraje po obu stronach Sudetów. W dawnej niemieckiej nazwie Heuscheuer dopatrywano się nawet pragermańskiego złoża; niezależnie od prawdziwości tej etymologii starsze nazwy podkreślały charakterystyczny kształt góry widoczny z daleka. Pierwszy znany ślad bytności człowieka na szczycie pozostawiono w 1576 r. Na skale zwanej Fotelem Pradziada wykuto wówczas napis IHSV 1576 (In hoc signo vinces – Pod tym znakiem zwyciężysz, zapewne pozostałość po ustawionym tam wówczas krzyżu). Podczas wojny trzydziestoletniej (1618–1648) skały Szczelińca prawdopodobnie służyły jako schronienie prześladowanym protestantom. U podnóża sąsiedniego Szczelińca Małego od strony Pasterki, na przełomie 1790/1791, przed spodziewanym konfliktem pomiędzy Prusami a Austrią, zbudowano Baterię nad Pasterką.
Od końca XVIII w. szczyt stawał się coraz bardziej znaną atrakcją turystyczną. Odwiedziło go wiele znanych osobistości, m.in. król pruski Fryderyk Wilhelm II, poeta Johann Wolfgang von Goethe oraz ówczesny poseł w Prusach, późniejszy prezydent USA John Quincy Adams (25 sierpnia 1800).

## Turystyka
Na szczyt prowadzi kręty szlak składający się z 680 schodów, ułożonych w 1814 przez Franza Pabla, sołtysa pobliskiego Karłowa, pierwszego przewodnika, autora pierwszej broszury o Szczelińcu. Od strony północnej wiedzie szlak z Pasterki na przełęcz między Szczelińcami. Na okrężnej, jednokierunkowej trasie o długości około 5 km, biegnącej wierzchowiną Szczelińca, znajduje się również schronisko turystyczne PTTK "Na Szczelińcu", wybudowane w 1846 roku w stylu tyrolskim (wówczas jako Schweizerei). Wstęp na teren rezerwatu, obejmującego szczytowe partie góry, jest płatny w okresie turystycznym.
Okrężny szlak zaczyna się i kończy w okolicach płatnego parkingu w Karłowie.

## Galeria

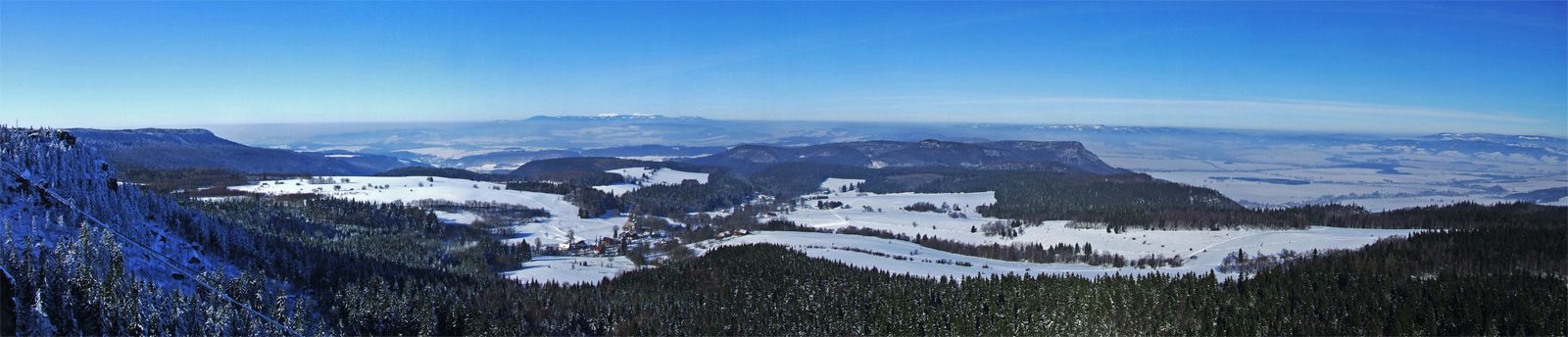
Zimowa panorama ze Szczelińca Wielkiego

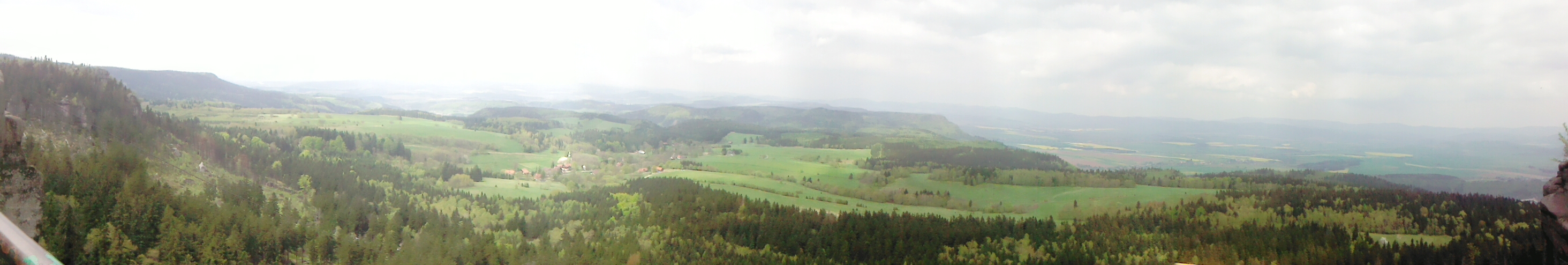
Letnia panorama ze Szczelińca Wielkiego

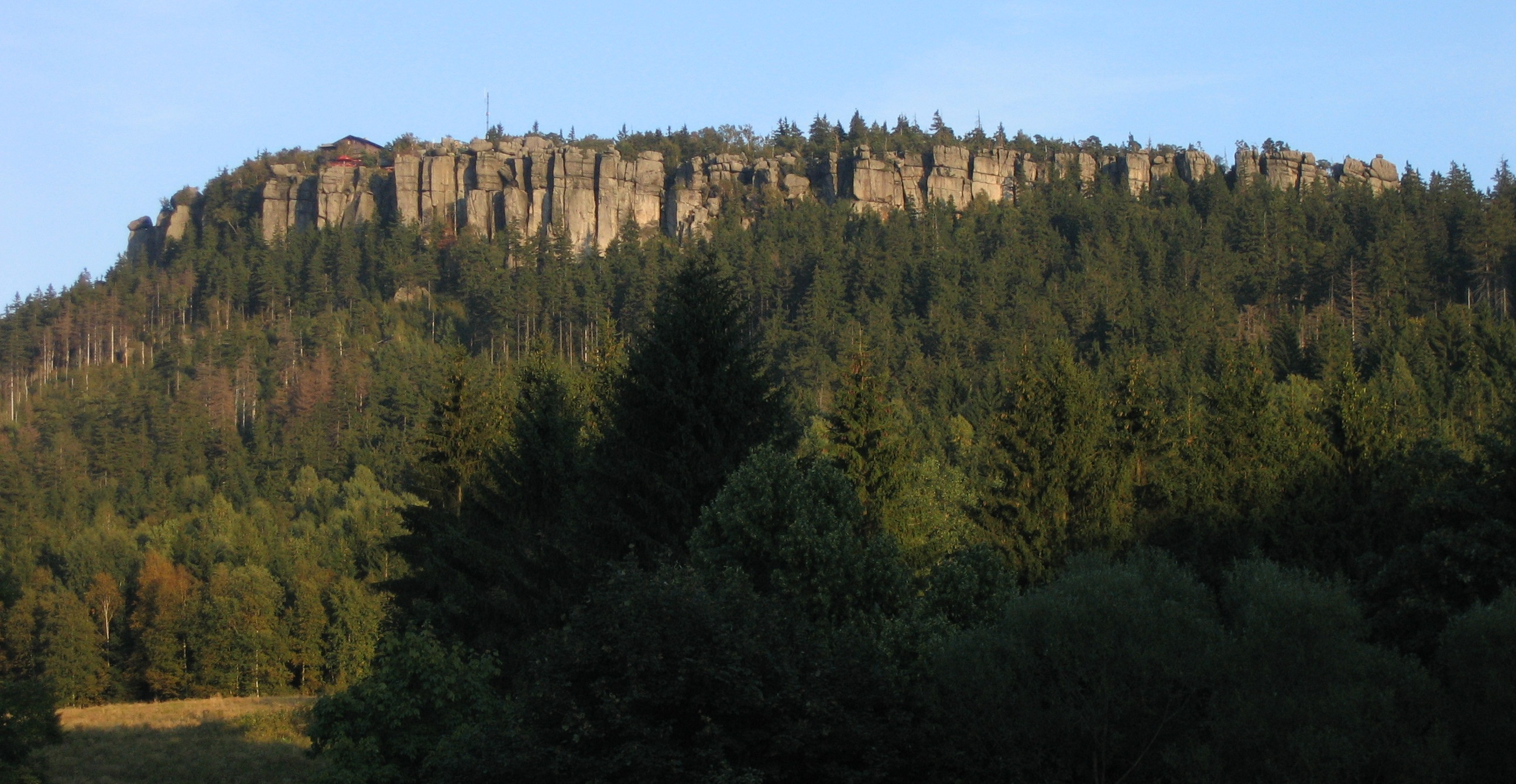
Szczeliniec Wielki od strony czeskiej
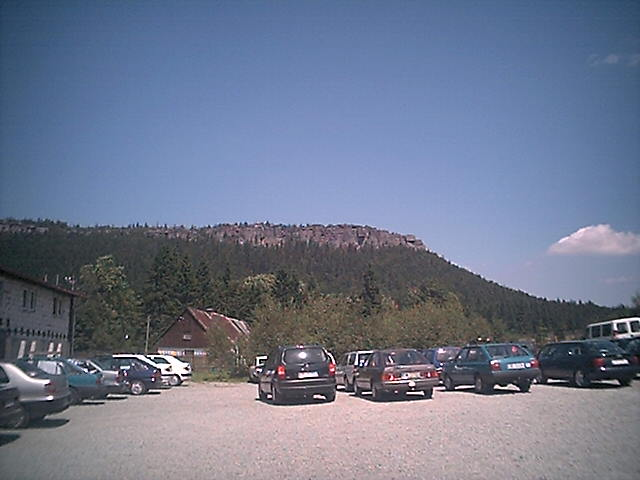
Masyw od strony Karłowa
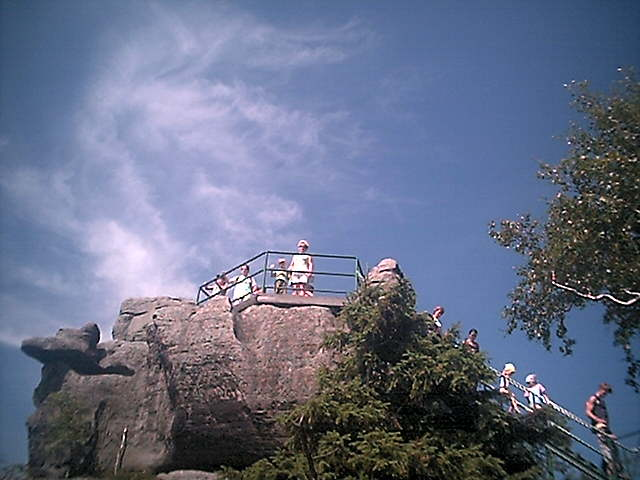
Skała z Fotelem Pradziada
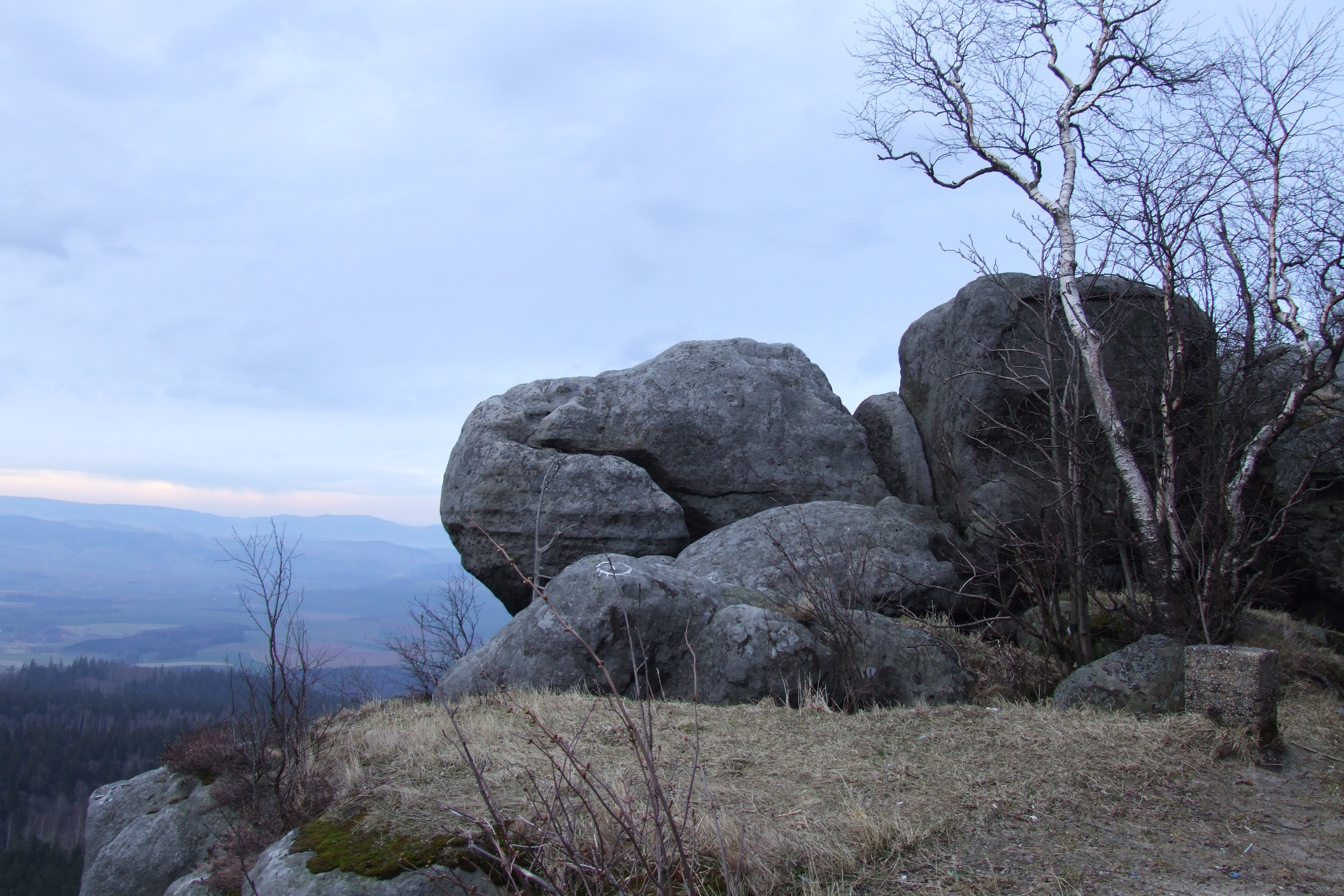
Jedna z formacji skalnych
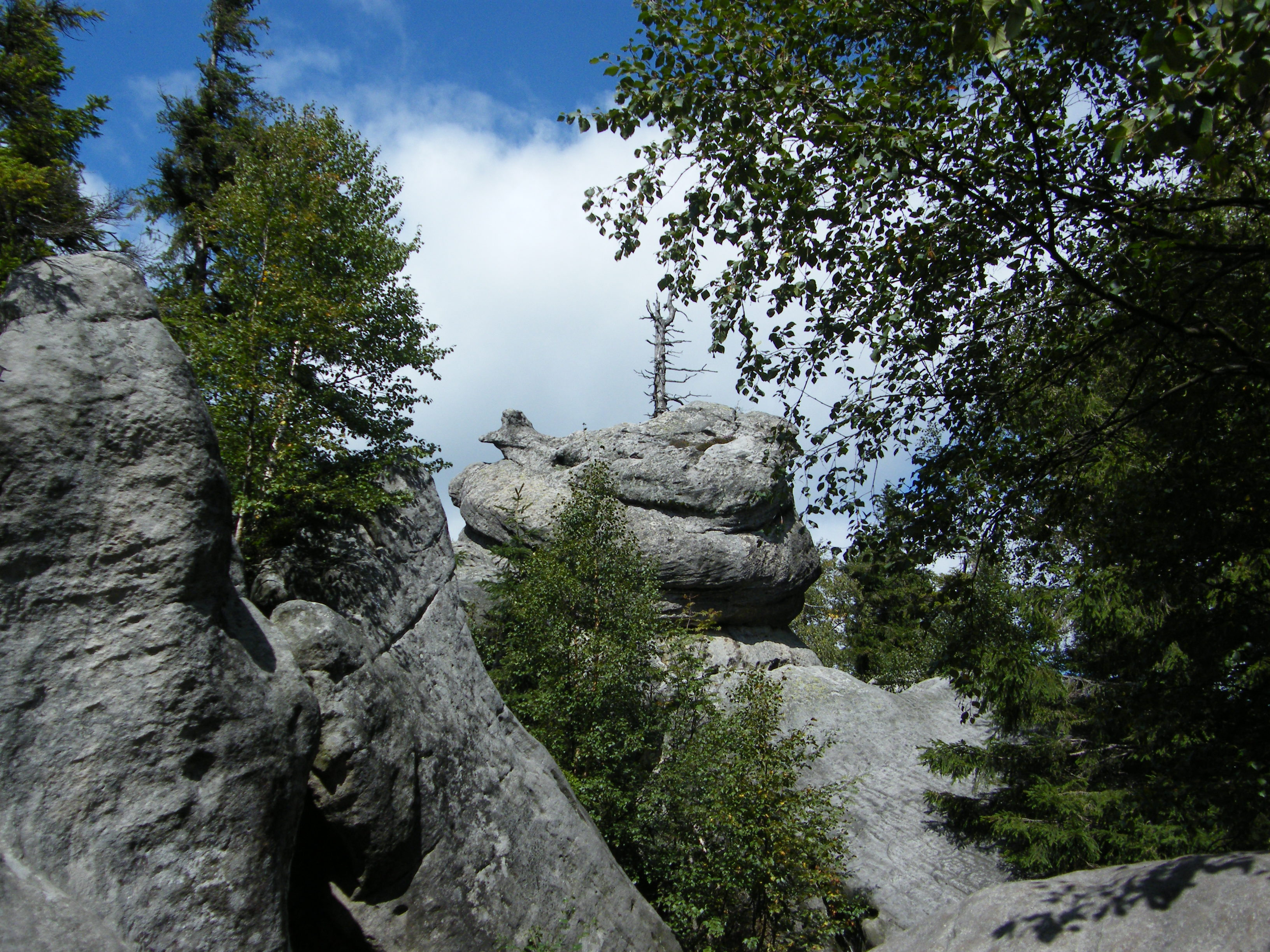
Skała Kwoka
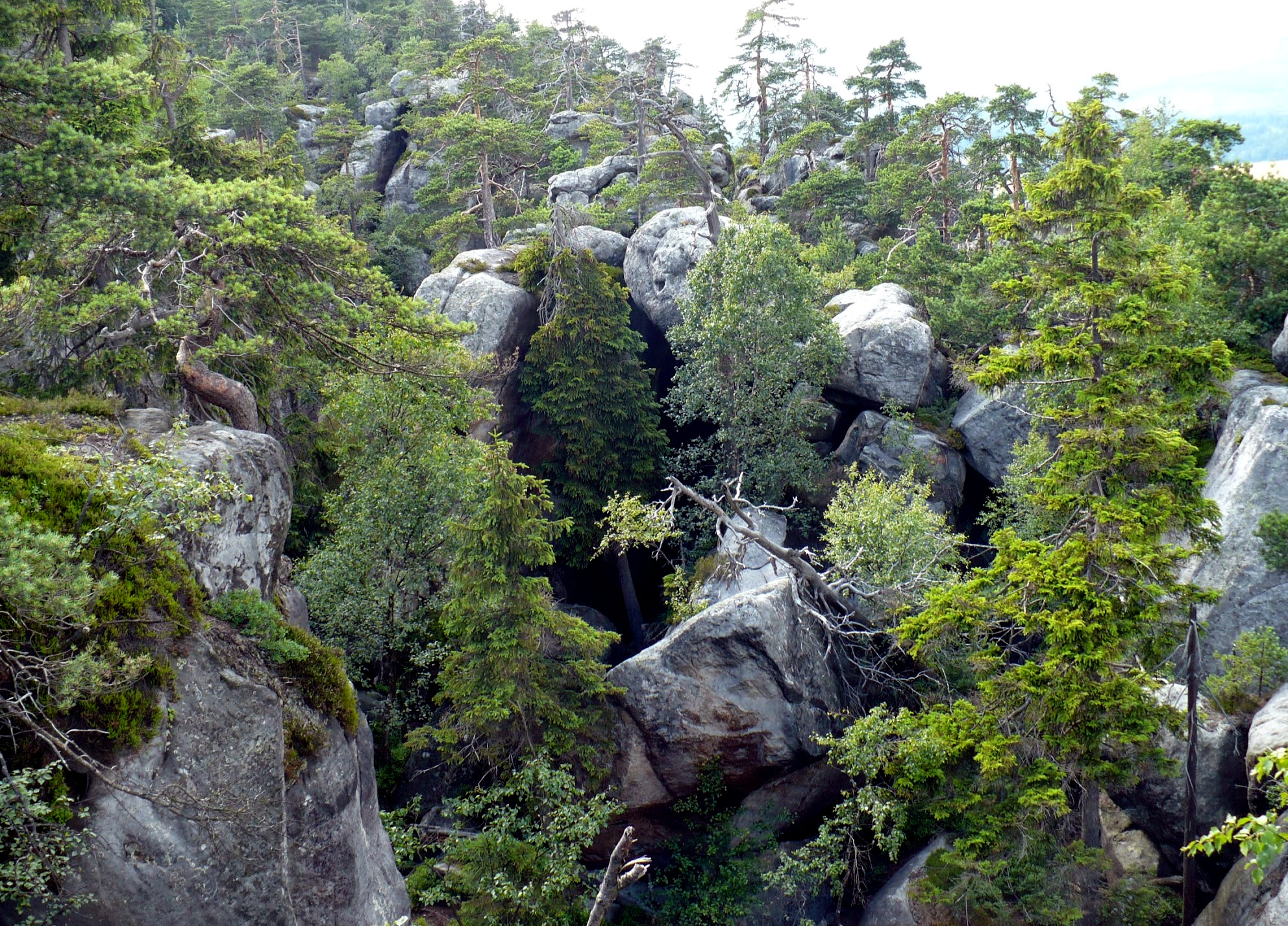
Na szlaku na szczyt Szczelińca
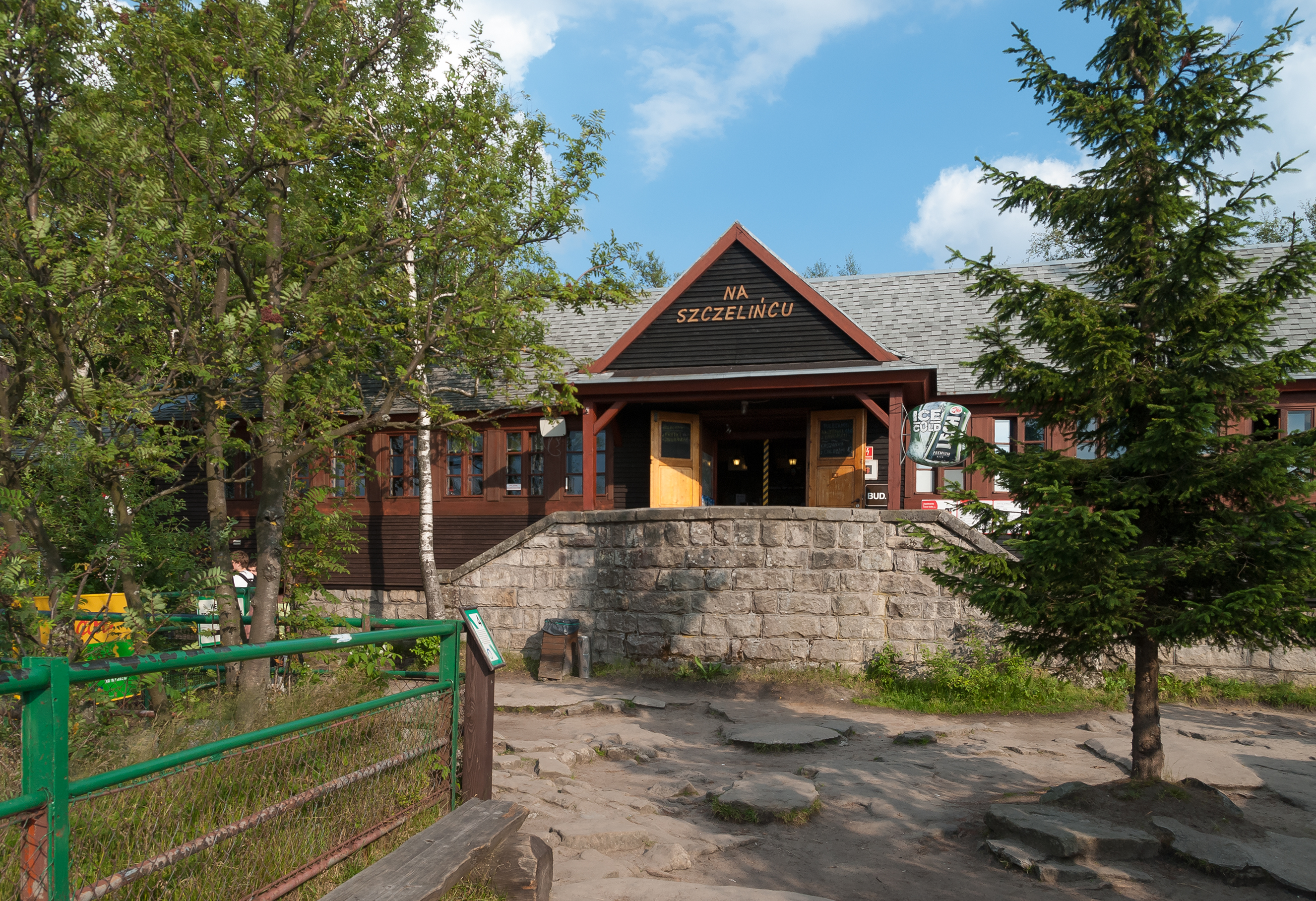
Schronisko PTTK „Na Szczelińcu”

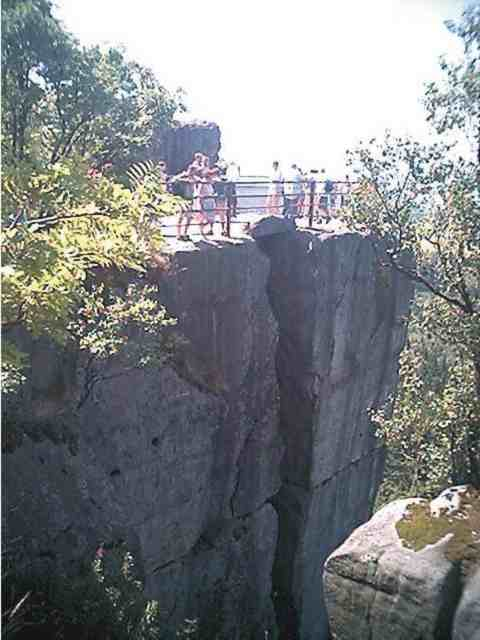
Galeria zachodnia
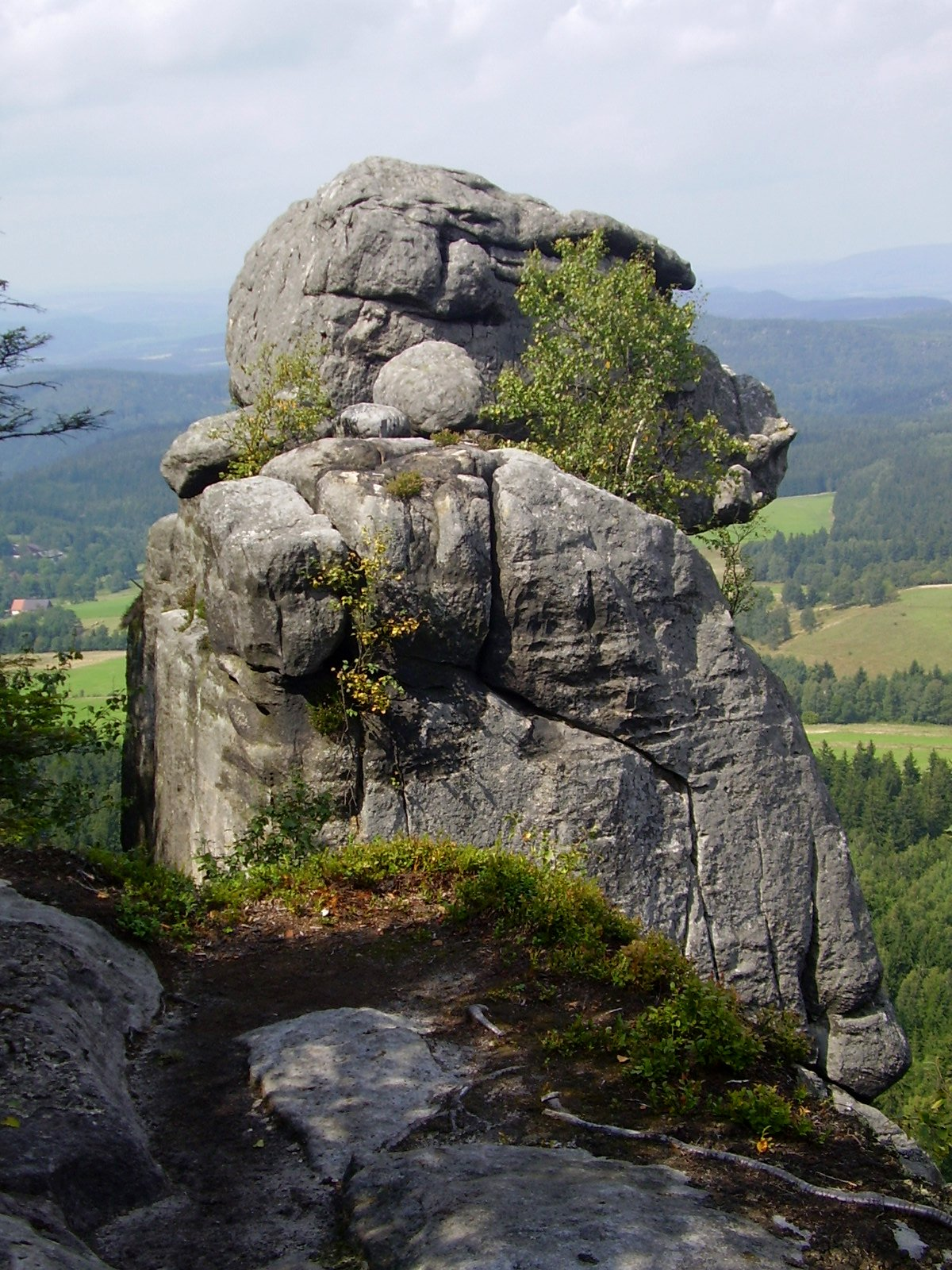
Skała Małpolud
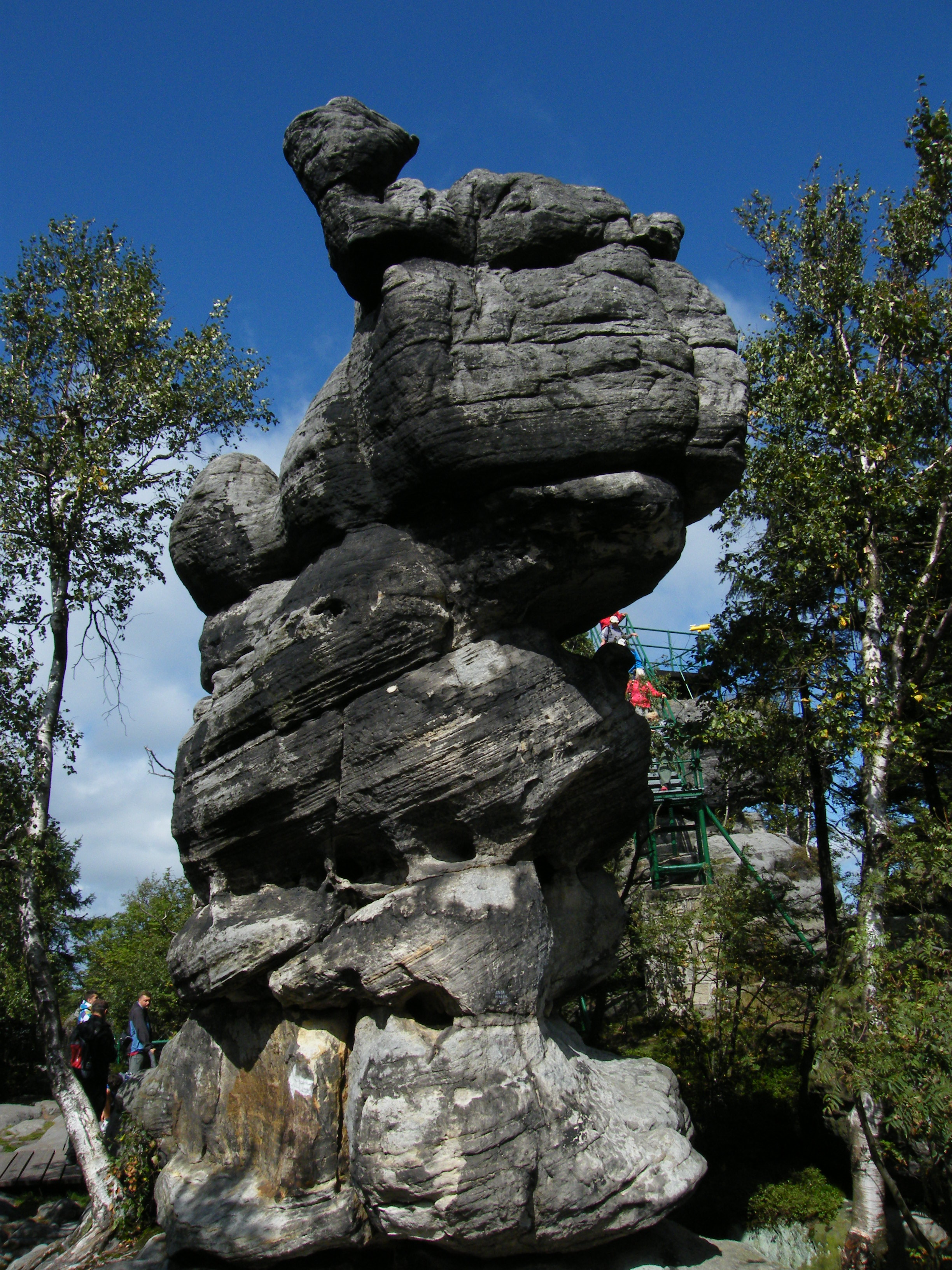
Skała Wielbłąd
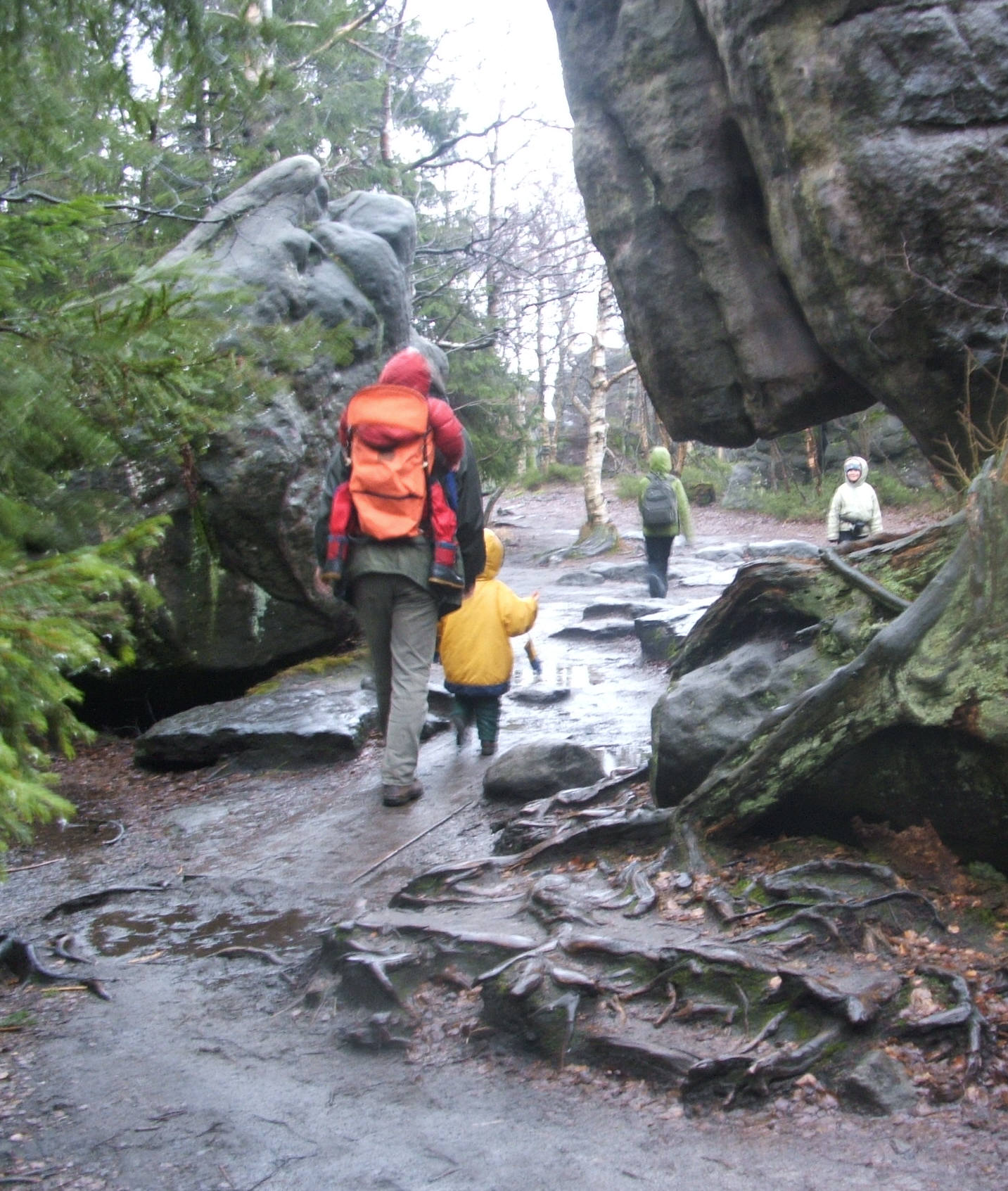
Szlak pod szczytem
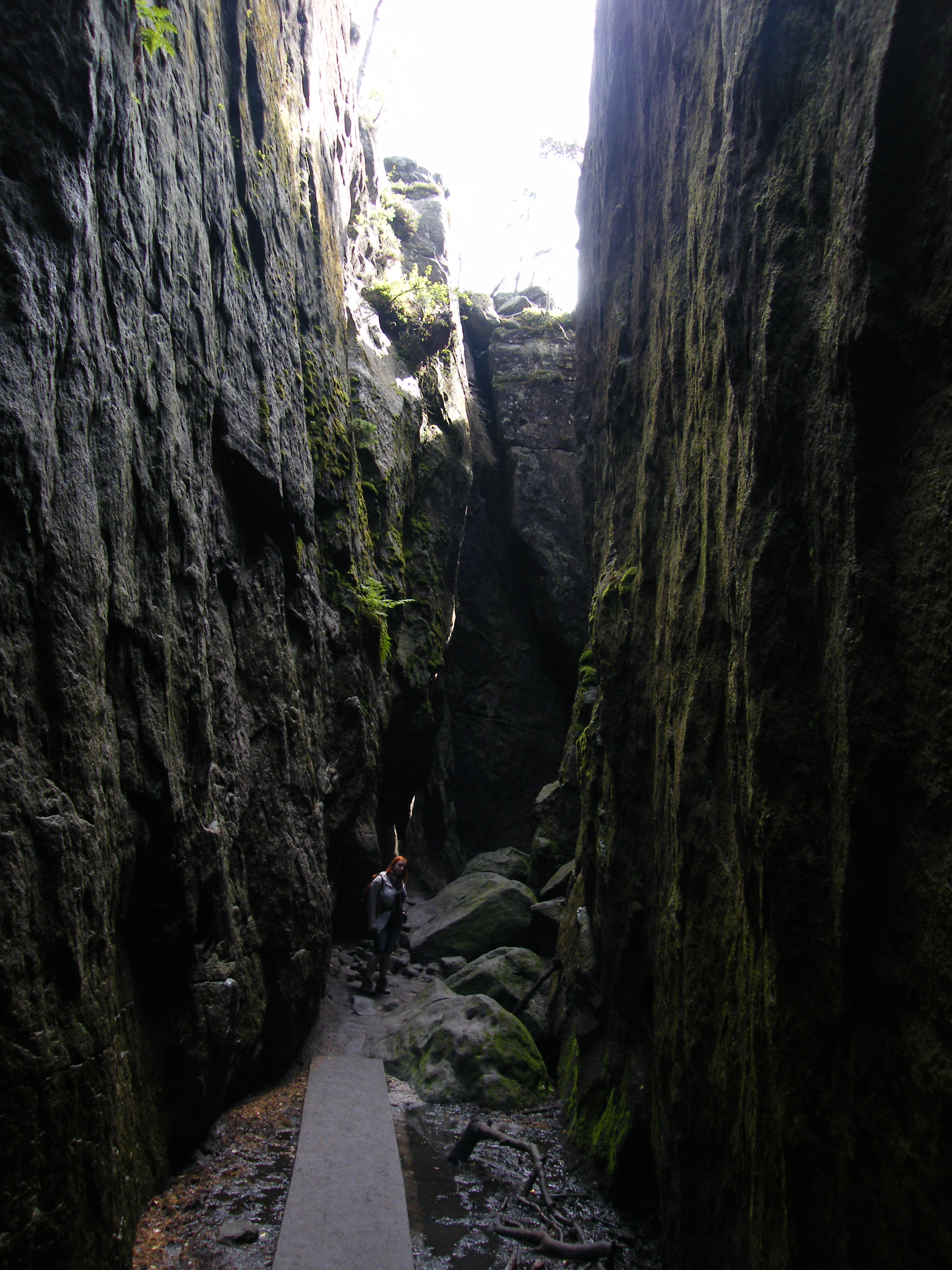
Piekiełko
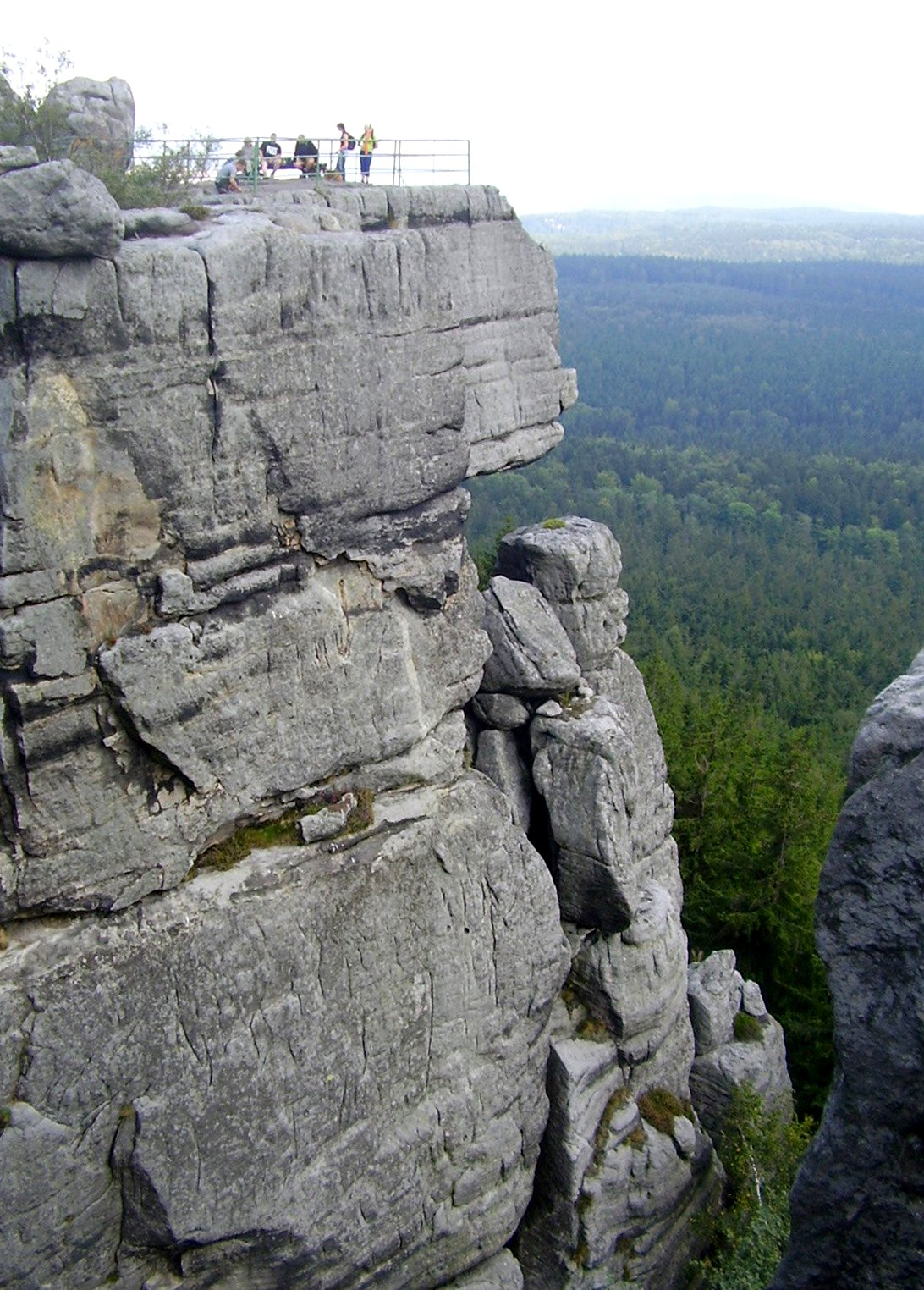
Taras widokowy